# Ciné Studio
Ciné Studio is een voormalige Mechelse bioscoop aan de Begijnenstraat, geopend in 1965.
Bedoeling was de betere film te promoten, maar al gauw draaide de bioscoop erotische en pornofilms. 
Tot eind jaren zeventig van 20e eeuw gingen de zaken goed. Eigenaar Gommaar Verelst opende in het inmiddels verdwenen Euroshopping aan de Botermarkt een tweede bioscoop Cinema Club.
Euroshopping en Cinema Club werden geen succes en sloten de deuren. Verelst draaide in Ciné Studio uitsluitend nog porno. De bioscoop werd dan ook "het vuil cinemake" genoemd.
Met de komst van de videospeler daalde het bezoekersaantal in Ciné Studio. De opening van een tweede zaaltje – met kwaliteitsfilms – mocht niet meer baten. Ciné Studio moest de deuren sluiten.
In 1991 werd het gebouw (een feestzaal uit het begin van de twintigste eeuw) helemaal gerestaureerd. Eerst huisde er Theater Teater en vervolgens kunstencentrum nOna. Filmhuis Mechelen zette er tot 2008 de bioscooptraditie van het gebouw verder. 